# Whipp Island
Whipp Island ist eine unbewohnte Insel im nördlichen Teil des King Sounds, einem australischen Küstengewässer des Indischen Ozeans. Sie gehört zur Region Kimberley im australischen Bundesstaat Western Australia.
Die Insel ist 440 Meter lang und hat eine Breite von 140 Meter. Die Gesamtfläche der Insel beträgt 3,3 Hektar. Sie ist ca. 5,8 Kilometer vom australischen Festland entfernt.
Die Insel ist die dritt-östlichste Insel einer fünf Kilometer langen Inselkette. Der Name der westlichen Nachbarinsel lautet Pope Island, die östliche Nachbarinsel heißt Dove Island.